# Хуты-Кажа
Хуты-Кажа (чечен. ХутӀе-КӀажа) — покинутый аул в Итум-Калинском районе Чеченской Республики.

## География
Расположен на берегу реки Дзумсэхк, к юго-востоку от районного центра Итум-Кали.
Ближайшие населённые пункты и развалины бывших аулов: на северо-западе — бывшие аулы Юкарашты, Беле Хайха и село Зумсой, на юго-западе — бывший аул Шикарой, на юго-востоке — село Цеси.